# Tyrannochthonius pallidus
Tyrannochthonius pallidus är en spindeldjursart som beskrevs av William B. Muchmore 1973. Tyrannochthonius pallidus ingår i släktet Tyrannochthonius och familjen käkklokrypare. Inga underarter finns listade i Catalogue of Life.